# Verbios
Verbios es una localidad y pedanía española perteneciente a la provincia de Palencia, en la comunidad autónoma de Castilla y León. Forma parte del municipio de Barruelo de Santullán. 

## Geografía
La localidad dista 8 km de Barruelo, cabecera municipal, y está situada a 1050 m sobre el nivel del mar.

## Demografía
Evolución de la población en el siglo XXI
| Gráfica de evolución demográfica de Verbios entre 2000 y 2020      |
|                                                                    |
| Población de derecho (2000-2020) según el padrón municipal del INE |

## Historia
Los orígenes de esta población datan de época prerromana, siendo sus pobladores iniciales de cultura cántabra.[cita requerida] La etimología del nombre del pueblo deriva de dicha lengua, significando "bosque junto a la ribera".[cita requerida] Desde la Edad Media al siglo XVIII, esta localidad estuvo integrada en la Merindad Menor de Aguilar de Campoo.
A la caída del Antiguo Régimen la localidad se constituyó en municipio constitucional, conocido entonces como Varvios y que en el censo de 1842 contaba con 7 hogares y 36 vecinos, para posteriormente integrarse en Santa María de Nava.
La principal fuente de ingresos de sus habitantes proviene de la agricultura, basada en los cereales y las patatas, así como en la ganadería, principalmente bovina y equina.

## Monumentos

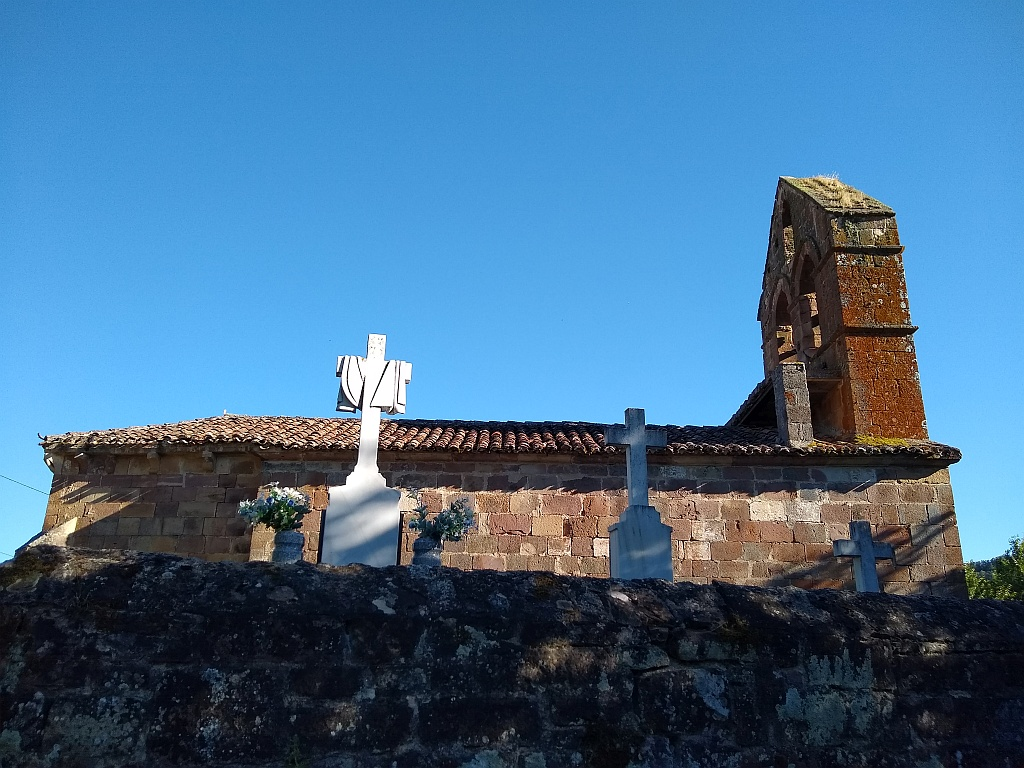
Iglesia parroquial

En la localidad se encuentra la iglesia de San Pedro. Se trata de un edificio de origen románico, del siglo XIII, que ha sufrido importantes modificaciones posteriores, tras el incendio sufrido en la primera mitad del siglo XX, pero que, aún, de su fábrica románica conserva el ábside septentrional y la espadaña. Pertenece al conjunto denominado como Románico Norte.

## Costumbres
La chorizada era una merienda a base de chorizos que las mujeres daban a los hombres el día de fin de año en pago de haberles limpiado las pozas de lavar en el río (esta costumbre también se daba en Villanueva de la Torre.